# ウォリス・デイ
ウォリス・デイ（Wallis Day, 1994年9月20日 - ）は、イギリスの女優であり、元モデル。
ソープオペラ『Hollyoaks』の Holly Cunningham 役、TVシリーズ『Krypton』の Nyssa-Vex 役、テレビシリーズ『BATWOMAN/バットウーマン』の Kate Kane 役などで知られている。

## 若いころ
1994年9月20日にイギリスのロンドンで生まれ、イルフォードで育った。家族の中に芸能界と関わりのある人がいなかったので、「ごく普通の家庭で、ごく普通の仕事をしていた」と語っている。5歳の時、父親にバレエを見に連れて行ってもらったことがきっかけで演技に熱中し、同年齢のときにステージコーチ・シアター・アーツに入団した。彼女の成長期には、家族と一緒に頻繁に引っ越しをし、12年間で11の学校に通った。シルビア・ヤング・シアター・スクールに通い、後にアーツ・エデュケーショナル・スクールズ・ロンドン (ArtsEd) にも通った。

## 経歴
13歳でモデルエージェンシーのModels 1と契約し、3年間、エージェンシーで最年少だった。「演劇学校に行くための貯金をするため」にモデル業を始めたと述べている。モデルとして活動している間、Garnier、Superdry、Nikeなどのモデルを務めた。16歳でモデルを辞め、女優としてのキャリアを積むことを選択した。スクリーンに登場した最初の作品は、ニンテンドー3DSのコマーシャルで、「スーパーマリオ 3Dランド」をプレイしているシーンだった。19歳のとき、2016年に『Between Two Worlds』のルーシー役で初めて映画出演を果たした。最初のテレビ出演は、2012年から2013年にかけて放送されたイギリスのソープオペラ『Hollyoaks』のHolly Cunninghamだった 。
2014年、キャスパー・リーのガールフレンドになりすまし、彼のルームメイトであるジョー・サグといちゃつくYouTubeのイタズラ動画に出演した。この動画は2200万回以上の再生回数を記録した。同年、リア・ミシェルの「On My Way」、アークティック・モンキーズの「Arabella」、ファイヴ・セカンズ・オブ・サマーの「シー・ルックス・ソー・パーフェクト」のミュージックビデオに出演し、Sky Oneの『Trollied』第4シリーズ第7話にも出演した。
2015年、テレビ映画『Casanova』にアンジェリカ役で出演し、ITVシリーズ『Jekyll and Hyde』ではオララ・ジキル/ハイドを演じた。『Jekyll and Hyde』の後、ArtsEdで学ぶために活動を休止した。 
2016年、Instagramのオリジナルシリーズ「Shield 5」にAmy Williams役で出演し、『The Royals』には2018年までアンジー役でレギュラー出演した。
2017年には、TNTのシリーズ『Will』にCressida Deveraux役で出演した。
2018年から2019年にかけて、Syfyのシリーズ『Krypton』に、スーパーマンの祖母であるNyssa-Vex役としてレギュラー出演を果たした  。
2021年に配信された映画『インフィニット 無限の記憶』ではシン役で出演した。3月、CWテレビジョンネットワークのシリーズ『BATWOMAN/バットウーマン』の第2シーズンに再出演し、ルビー・ローズからケイト・ケイン役を引き継ぐことになった。キャラクターの顔の変化が説明されているエピソード「Initiate Self-Destruct」でデビューした。また、Circe Sionisも演じている。

## 私生活
「主人公のガールフレンドや隣の家の女の子」のようなストックキャラクターを演じることを嫌い、ファム・ファタールなどのよりアクション性の高い役を好むと述べている。総合格闘技、ボクシング、ムエタイの訓練を受けている。 作家志望でもあり、サイコスリラー小説を書き、それを脚本化するつもりでいる。また、水泳のトレーニングを受けた水泳選手でもあり、2012年夏季オリンピックに参加するために準備を始めたが、女優業に専念するために水泳から離れることにした。そのほか、サーフィンやジェットスキーにも精通している。
自分のセクシュアリティについてコメントしないことにしている。2017年に「ストレートであること、バイセクシュアルであること、ゲイであることは選択ではありません。その件に関して私が言えることは以上です」と述べている。

## 出演作

### テレビ
| 公開年        | 作品名                  | 役名                         | 備考                        |
| ------------- | ----------------------- | ---------------------------- | --------------------------- |
| 2012〜2013年  | Hollyoaks               | Holly Cunningham             | メインキャラクター          |
| 2014年        | Trollied                | Advert Woman                 | ゲスト出演                  |
| 2015年        | Casanova                | Angelica                     | テレビ映画                  |
| 2015年        | Jekyll and Hyde         | オララ・ジキル/ハイド        | レギュラー出演              |
| 2016年        | Shield 5                | Amy Williams                 | メインキャラクター          |
| 2016〜 2018年 | The Royals              | Angie                        | レギュラー出演              |
| 2017年        | Will                    | Cressida Deveraux            | ゲスト出演                  |
| 2018〜2019年  | Krypton                 | Nyssa-Vex                    | メインキャラクター          |
| 2021年–現在   | BATWOMAN/バットウーマン | ケイト・ケインとCirce Sionis | レギュラー出演（シーズン2） |

### 映画
| 公開年 | 邦題 原題                          | 役名               | 備考 |
| ------ | ---------------------------------- | ------------------ | ---- |
| 2016年 | Between Two Worlds                 | ルーシー           |      |
| 2021年 | インフィニット 無限の記憶 Infinite | エージェント・シン |      |

### ミュージックビデオ
| 年     | タイトル名                             | アーティスト                     |
| ------ | -------------------------------------- | -------------------------------- |
| 2014年 | 「On My Way」                          | リア・ミシェル                   |
| 2014年 | 「Arabella」                           | アークティック・モンキーズ       |
| 2014年 | 「シー・ルックス・ソー・パーフェクト」 | ファイヴ・セカンズ・オブ・サマー |